# Große Chinesen-Mantis
Die Große Chinesen-Mantis (Tenodera sinensis) ist eine Fangschrecke aus der Familie der Mantidae. Sie war ursprünglich in Ostasien beheimatet und wurde ab dem 19. Jahrhundert in Teilen Nordamerikas überwiegend zum Zwecke der Biologischen Schädlingsbekämpfung eingeführt. Aufgrund der Auswirkung der eingeführten Art in diesen Gebieten ist dieses Verfahren bis heute umstritten.

## Merkmale

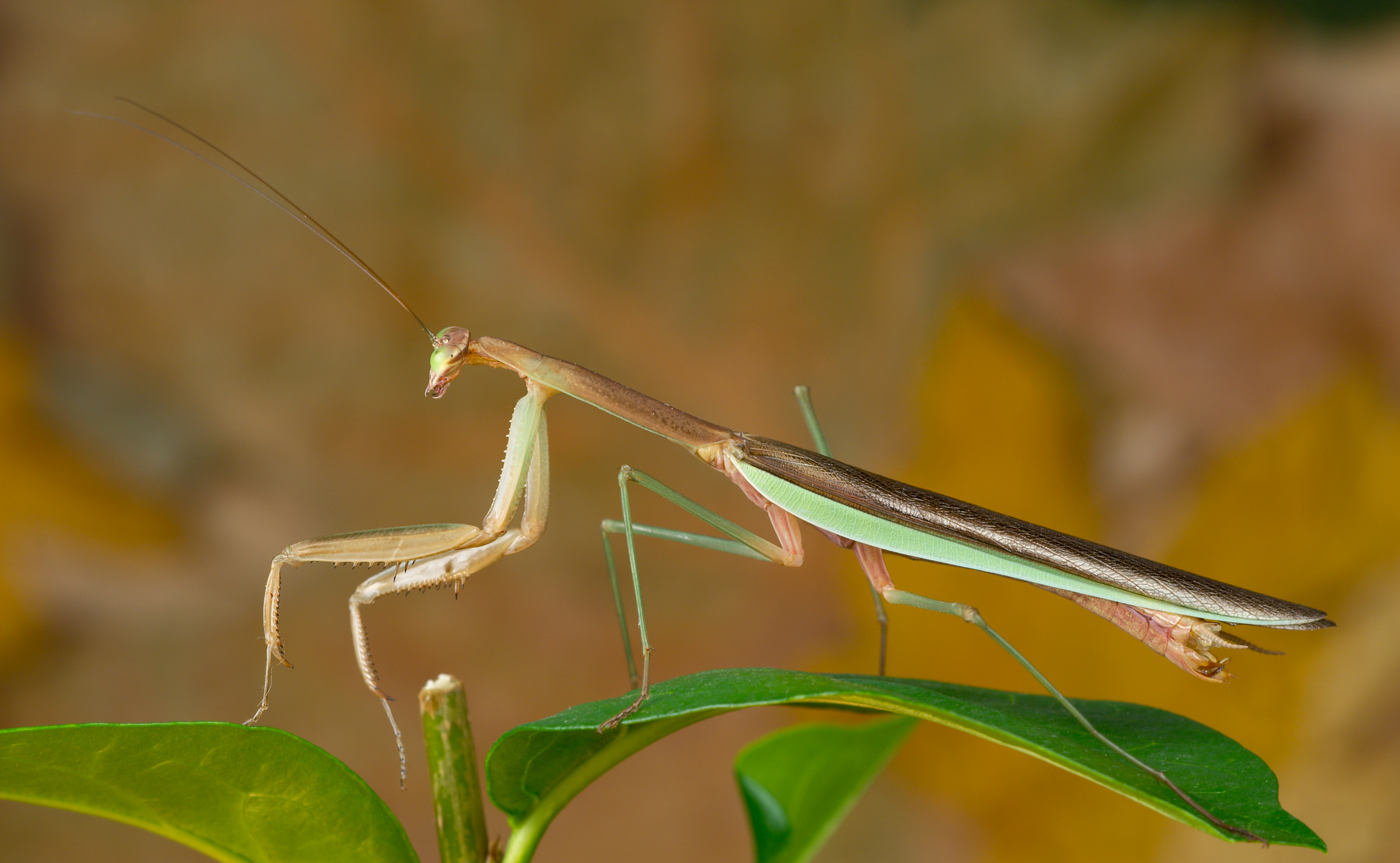
Männchen

Weibchen erreichen eine Körperlänge von ca. 100 bis 130 Millimetern, Männchen eine von etwa 70 bis 100, womit die Große Chinesen-Mantis ein größerer Vertreter der Fangschrecken ist. Die Vorderflügel sind braun gefärbt, sie zeigen ein grünes Costalfeld. Die Hinterflügel sind schwarz-transparent. Die Beine und auch die Fangbeine sind braun, sowie auch das Abdomen, der Halsschild und der Kopf. Es gibt jedoch auch teilweise oder einfarbig grüne Exemplare. Die Farbe kann bei den Nymphen zwischen verschiedenen Grün- und Brauntönen variieren. Die Innenseite der Fangarme und die Unterseite der Rückflügel verfügen über Augenflecken, die bei der Drohgebärde einem Angreifer entgegengehalten werden. Verglichen mit anderen Fangschrecken der Größe und der Familie ist die Große Chinesen-Mantis dank ihrer langen Beine und ihres schmalen Körpers ein schneller und agiler Läufer, der auf kurze Distanz auch zielgenau springen kann. Wie bei vielen Fangschrecken können die Männchen im Gegensatz zu den Weibchen zusätzlich fliegen.

### Ähnliche Arten

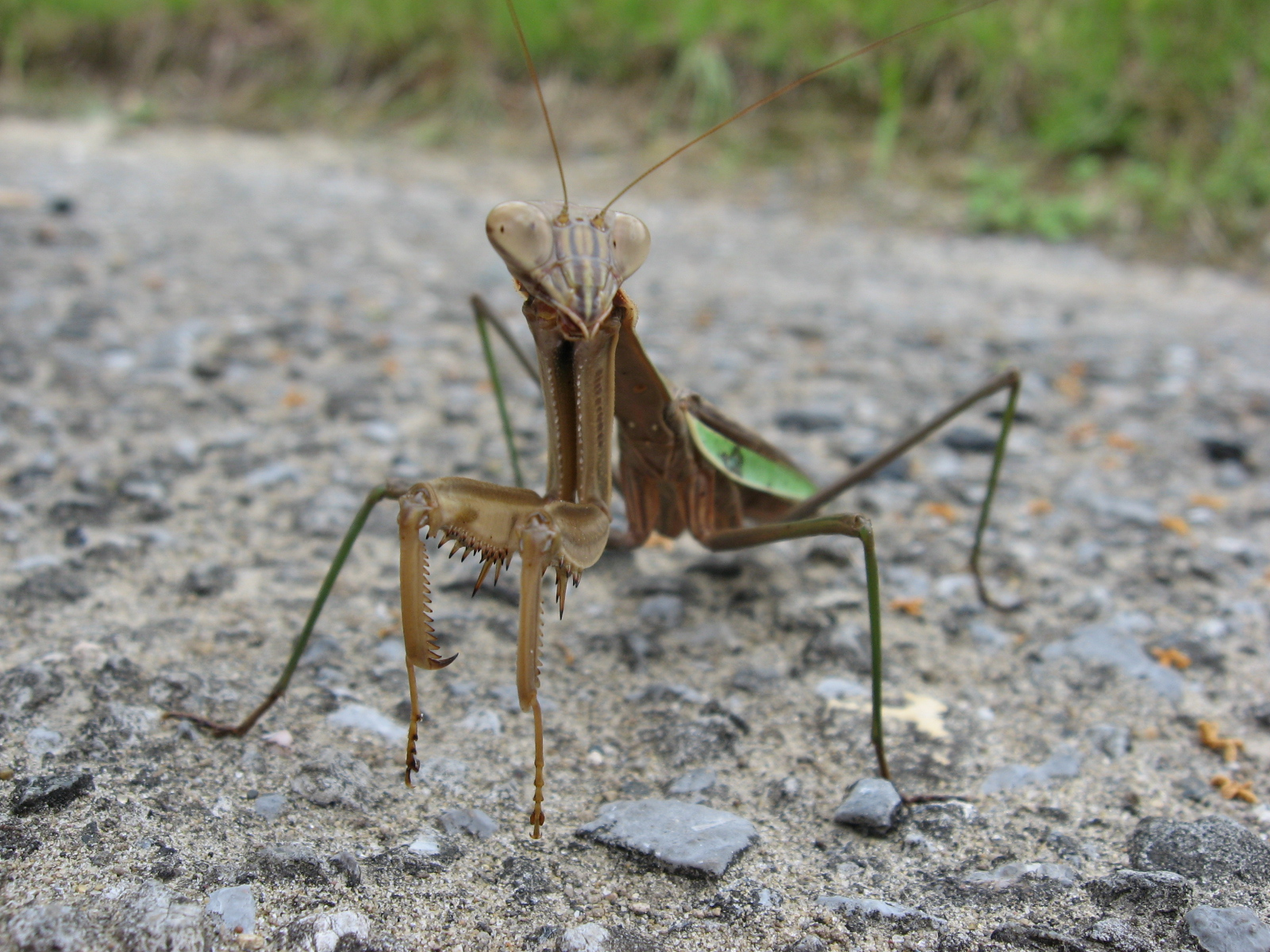
Die nah verwandte und sehr ähnliche Japanische Riesenmantis (Tenodera aridifolia), die sich viele Lebensräume mit der Schwesterart teilt.

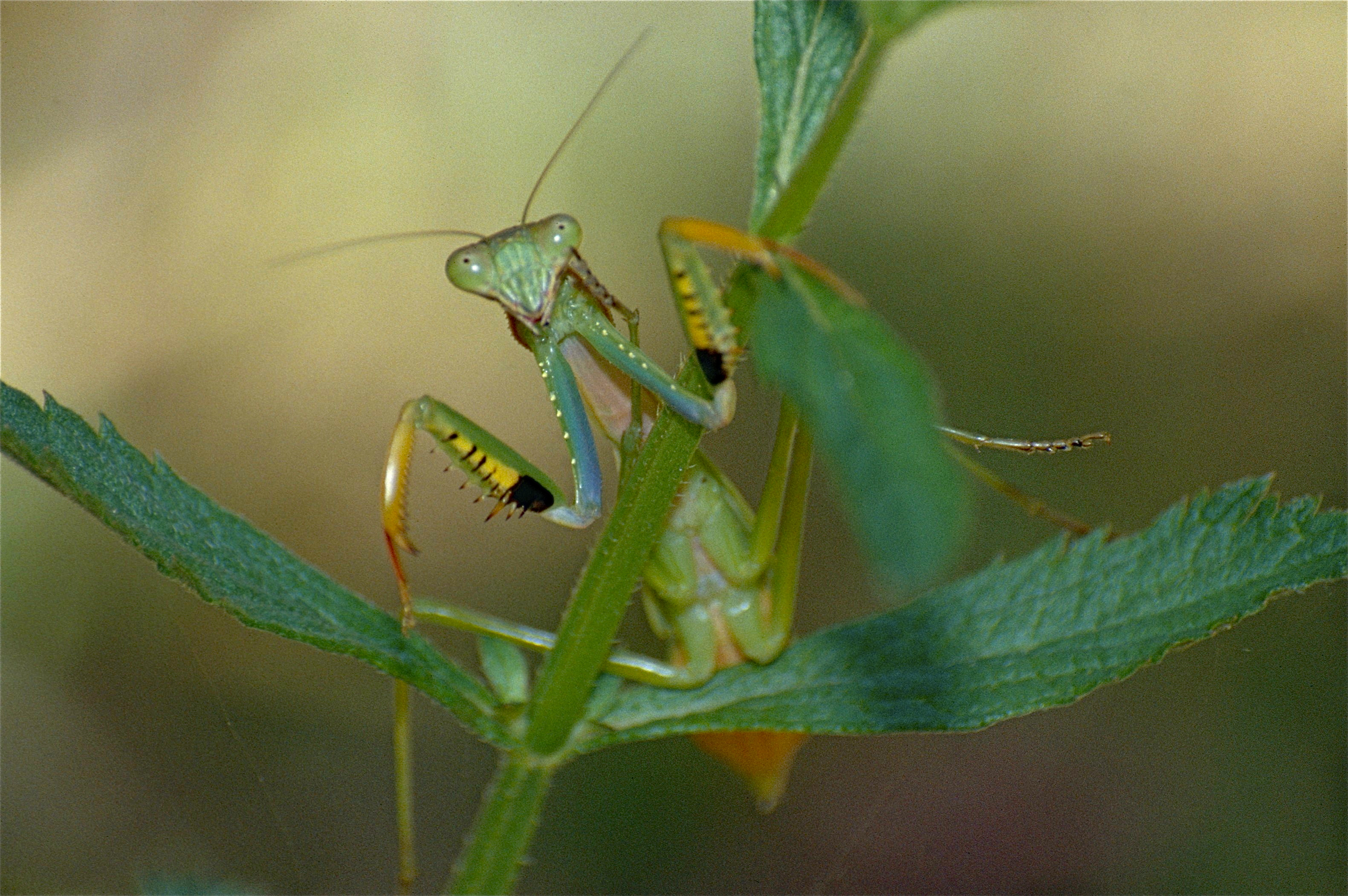
Eine weitere ähnliche Art ist die ebenfalls näher verwandte Marmorierte Madagaskar-Mantis (Polyspilota aeruginosa), die allerdings in Afrika verbreitet ist.

Eine sehr ähnliche Art ist die etwa gleich große und nah verwandte Japanische Riesenmantis (Tenodera aridifolia). Daneben sind in der Gattung Tenodera noch weitere ähnliche Arten wiederzufinden. Ein Beispiel ist Tenodera angustipennis, die allerdings etwas kleiner als die anderen beiden Arten bleibt. Andere ähnliche Arten sind in der Tribus Polyspilotini und darüber auch in der Unterfamilie Mantinae wiederzufinden.

## Vorkommen
Die Große Chinesen-Mantis war ursprünglich in Asien (Japan, China, Thailand und Mikronesien) beheimatet, wurde jedoch ca. 1895 nach Nordamerika eingeführt und ist in den östlichen USA weit verbreitet. Ebenso wurde die Fangschrecke in Australien eingeführt. Weitere eingeführte Arten der Gattung sind die Japanische Riesenmantis und Tenodera angustipennis. Die Große Chinesen-Mantis ist ebenso im äußersten Süden von Ontario (Kanada), an den Ufern des Eriesees und des Ontariosees heimisch geworden. In höheren Breiten sind die durchschnittlichen Temperaturen für eine Ausbreitung der Fangschrecke zu niedrig. Die Große Chinesen-Mantis, eine der am weitesten verbreiteten Fangschrecken überhaupt, bewohnt eine große Vielzahl an Habitaten, wie Weiden, Wälder, Graslandschaften, die Nähe von Gewässern und auch Agrarflächen, was auch die Ausbreitung in den Gebieten begünstigt, wo die Art eingeführt wurde.

## Lebensweise

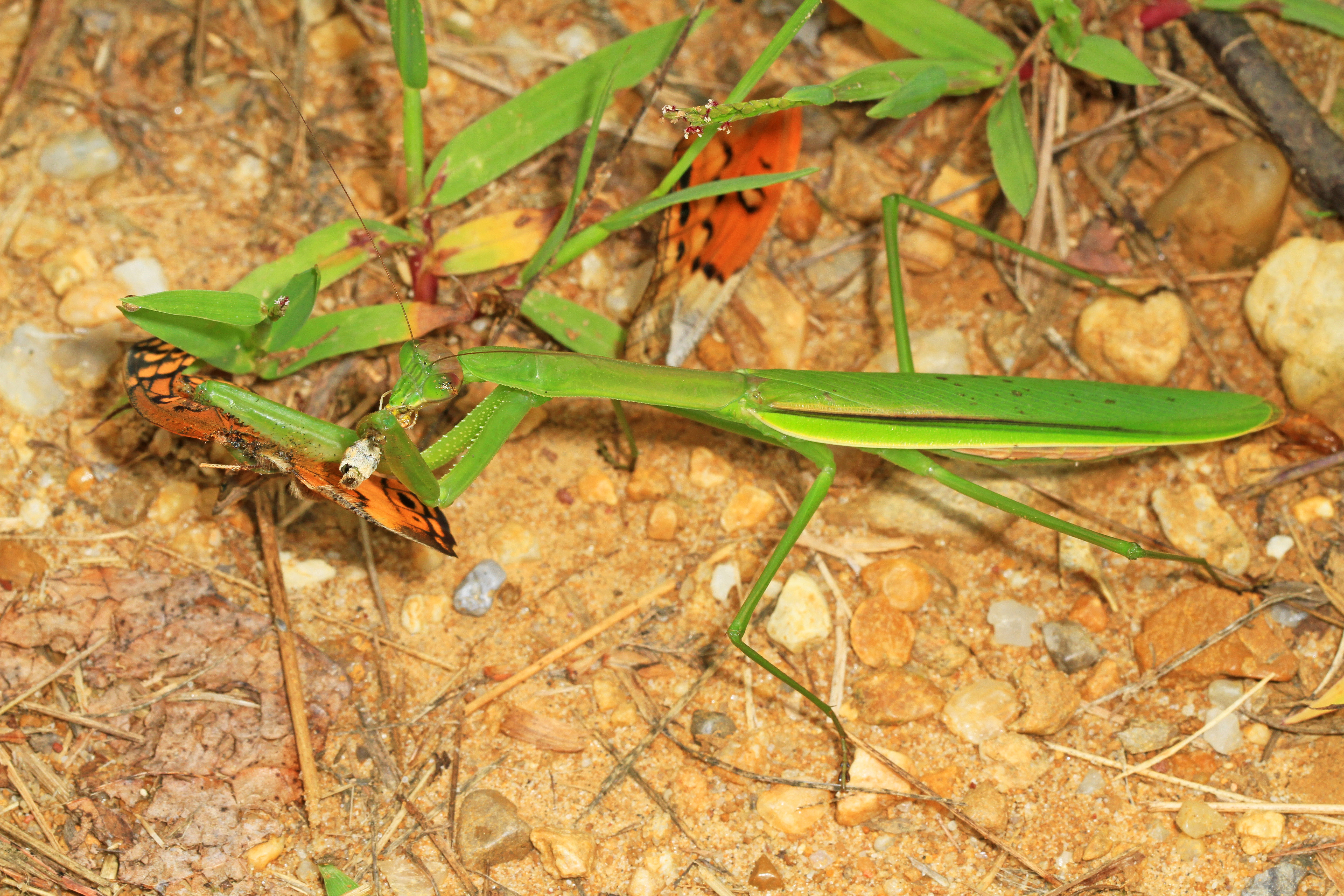
Weibchen mit erbeutetem Schmetterling

Die Große Chinesen-Mantis bewohnt höheres Gras, Felder und Büsche. Dort verhält sie sich wie viele Fangschrecken über längere Zeit regungslos und bleibt somit durch die Tarnung verdeckt. Die recht aggressive Große Chinesen-Mantis verteidigt sich wie viele Fangschrecken mittels einer Drohgebärde und notfalls mit den bedornten Fangarmen oder Bissen.
Die Große Chinesen-Mantis ernährt sich überwiegend von anderen Arthropoden, jedoch auch von kleinen Wirbeltieren, wie kleineren Reptilien und Amphibien, Kolibris oder Mäusen usw. Darüber hinaus wurde die Art dabei beobachtet, auch wehrhafte Tiere, wie die Asiatische Riesenhornisse zu überwältigen. Außerdem existieren Sichtungen von Exemplaren der Großen Chinesen-Mantis, denen es gelingt, sowohl Raupen als auch ausgewachsene Schmetterlinge des Monarchfalters zu erbeuten, ohne sich von diesem abzuwenden. Um die von der Raupe durch Pflanzen aufgenommene und für die Fangschrecke schädlichen Giftstoffe zu umgehen, beißt die Große Chinesen-Mantis ein Loch in die Magenregion der Raupe und lässt den Verdauungstrakt dieser aus diesem Loch rausfallen. Dieser macht ca. 40 % der gesamten Raupe aus.

### Fortpflanzung

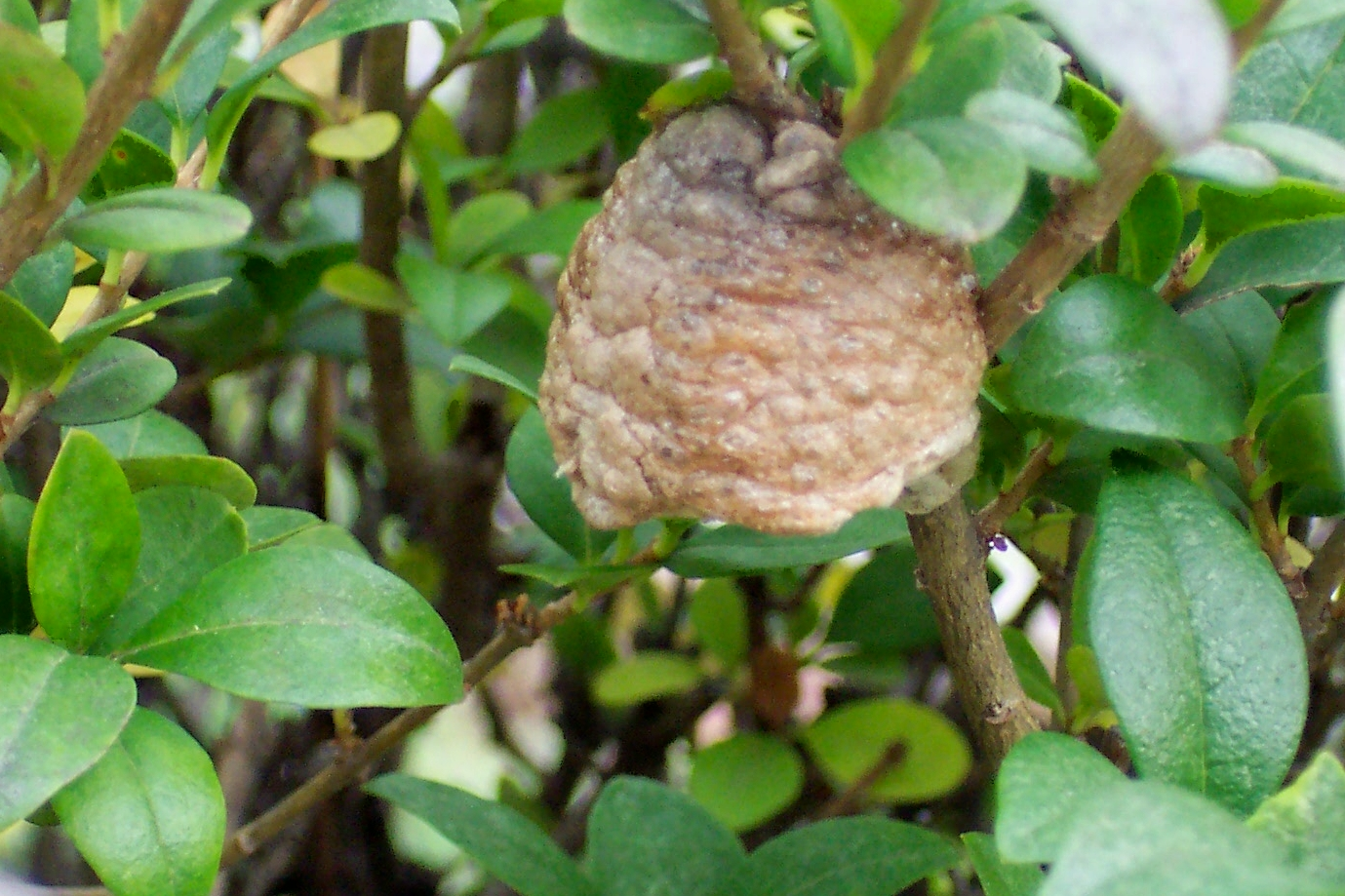
Oothek

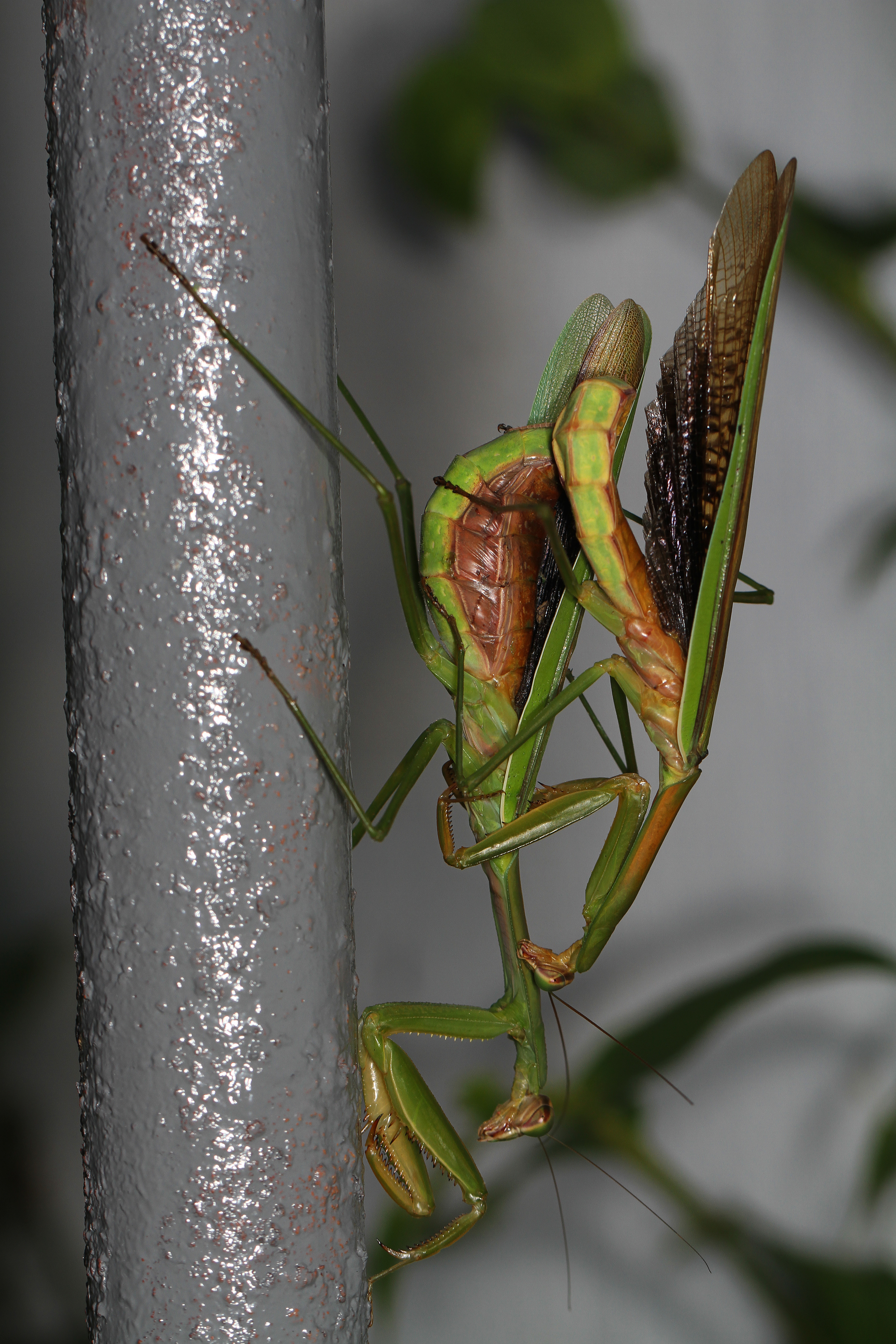
Paarung

Nach 14 Tagen der Adulthäutung sind beide Geschlechter geschlechtsreif. Ein paarungswilliges Weibchen lockt das Männchen mit Pheromonen an, die vom Männchen bis zu einer Entfernung von bis zu 100 Metern wahrgenommen werden können. Das Männchen nähert sich vorsichtig dem Weibchen, welches durch Vorstrecken der Fangarme Paarungsbereitschaft signalisiert. Gelegentlich wird die Annäherung auch vom Weibchen frontal ausgeführt. Das Männchen springt oder fliegt nach der Signalisierung des Weibchens auf dessen Rücken. Die Paarung kann bis zu 16 Stunden dauern. Ist das Weibchen während der Paarung hungrig, beginnt es schon während der Paarung das Männchen zu fressen. Männchen bevorzugen aufgrund dessen genährte und darüber hinaus auch unbefruchtete Weibchen.
Es konnte mittlerweile nachgewiesen werden, dass der Nachwuchs indirekt profitiert, wenn das Männchen bei oder nach der Paarung dem Sexualkannibalismus zum Opfer fiel. Zum einen dauert es etwa eine Woche bis zur Eiablage und da die Eier im Verhältnis zum Körpergewicht 30 bis 50 Prozent des Gesamtgewichts ausmachen, können Weibchen, die gut ernährt sind  mehr und größere Eier legen. Die verspeisten Väter konnten darüber  hinaus einen größeren Anteil ihres eigenen Erbgutes an die Nachkommen weitergeben, wie durch den Einsatz von radioaktiven Tracern belegt werden konnte.
Drei Wochen nach der Paarung wird die erste Oothek an abgestorbenen, aufrecht stehenden Stängeln abgelegt. Meist wird nur eine, gelegentlich jedoch weitere sieben bis neun Ootheken mit 50 bis 600 Eiern als Inhalt kommen im Abstand von zwei bis drei Wochen hinzu. Nach zwei bis drei Wochen schlüpfen meist 200 bis 400, im Durchschnitt 250 Nymphen. Nach dem Schlupf sind die Jungtiere sieben bis acht Millimeter groß und sehr hell. Die Art ist monovoltin, die Weibchen sterben nach der Eiablage. Die Tiere überwintern je nach dem im Verbreitungsgebiet herrschenden Klima im Ei. Die Jungtiere benötigen bis zum Erreichen des Adultstadiums acht Häutungen. Die Lebenserwartung der Großen Chinesen-Mantis kann sechs bis acht Monate betragen.

## Auswirkung der Großen Chinesen-Mantis als Neozoon

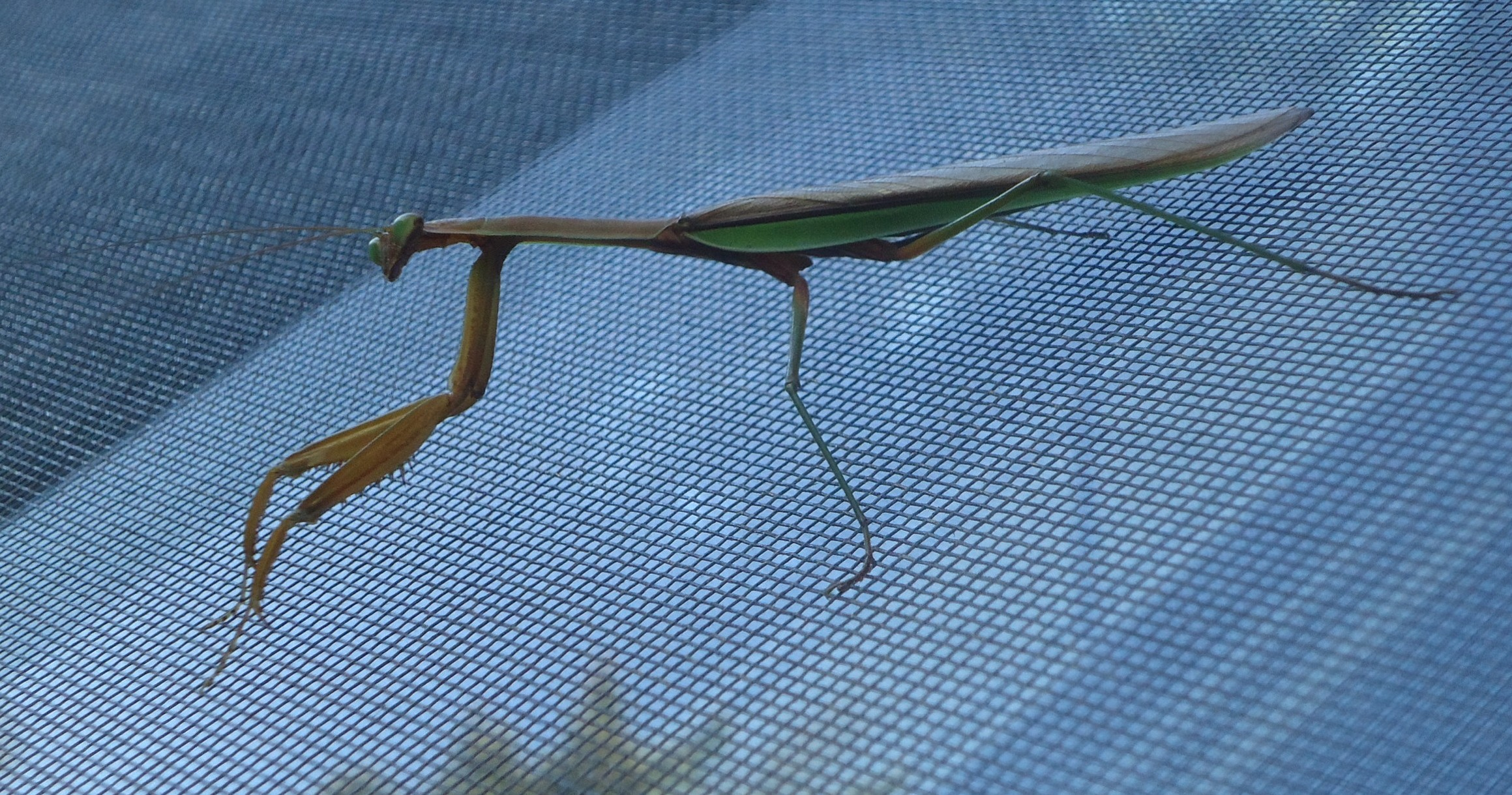
Männchen in New Jersey

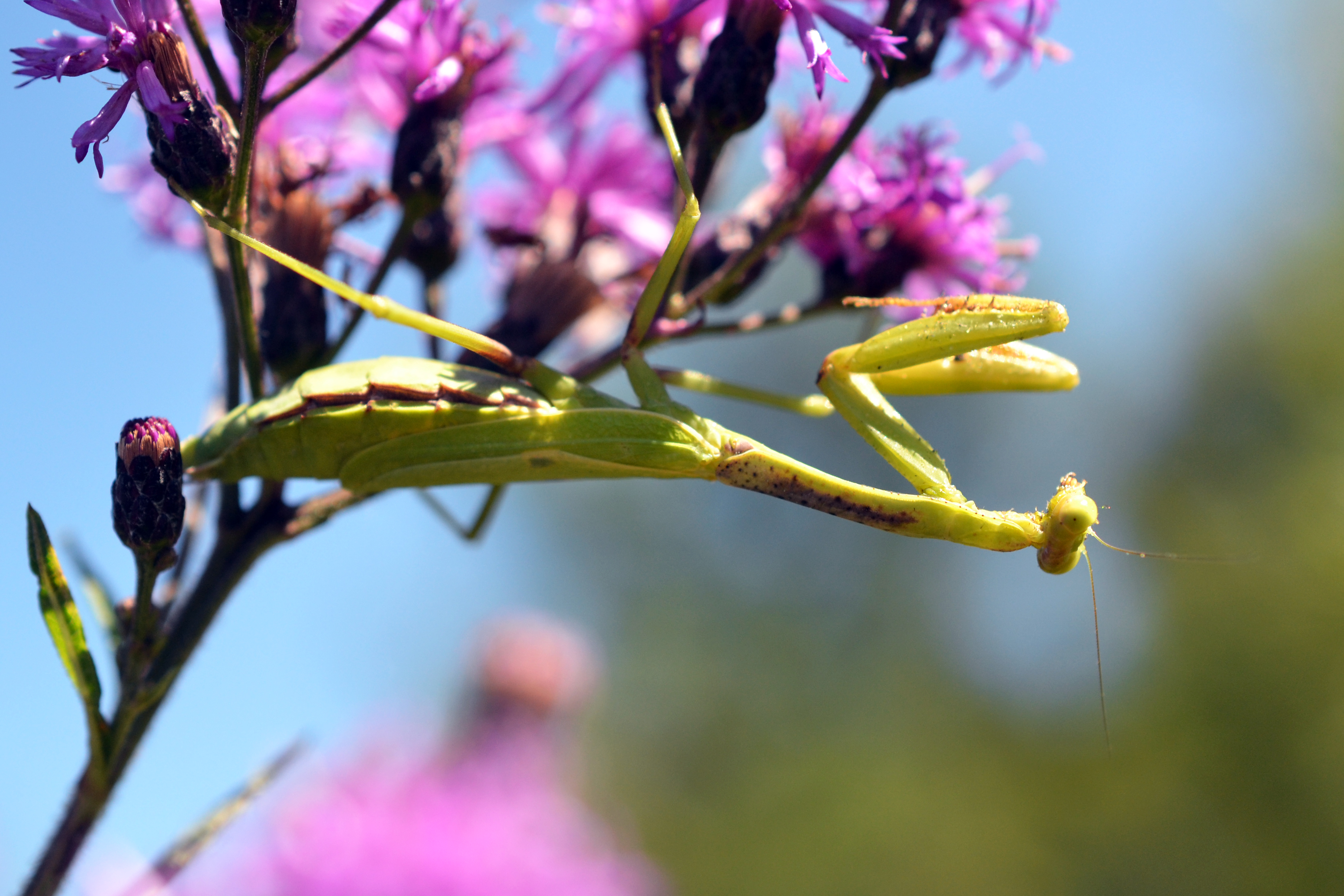
Die nordamerikanische Fangschrecke Stagmomantis carolina könnte durch die Neozoen verdrängt werden.

Die Große Chinesen-Mantis wurde hauptsächlich zur Bekämpfung von schädlichen Insekten eingeführt, die Auswirkungen des Neozoons auf die nordamerikanischen Ökosysteme ist jedoch umstritten, da sie nicht zwischen Schädlingen und anderen Insekten unterscheidet. Außerdem wird befürchtet, dass die Art der heimischen Fauna große Schäden zufügen kann, da sie bedingt durch ihre Größe ein für Fangschrecken vergleichsweise großes Beutespektrum aufweist. Die Große Chinesen-Mantis ist größer als jede in Nordamerika natürlich vorkommende Fangschrecke, womit sie auch als potentielle Gefahr für heimische Fangschreckenarten, etwa Stagmomantis carolina gesehen wird. Ferner wird angezweifelt, dass sich die Große Chinesen-Mantis überhaupt als Schädlingsbekämpfung für die zu bekämpfenden Tiere (etwa Schaben oder Schwammspinner) eignet, da viele dieser Tiere bedingt durch ihre unterschiedliche Lebensweise, Aktivitätszeit sowie Phänologie der Fangschrecke kaum begegnen. Weitere für den Zweck in Nordamerika eingeführte Fangschrecken sind die Europäische Gottesanbeterin (Mantis religiosa) und Tenodera angustipennis.

## Taxonomie
Die Große Chinesen-Mantis wurde ursprünglich von Henri de Saussure als Unterart der Japanischen Riesenmantis (Tenodera aridifolia) angesehen und als Tenodera aridifolia sinensis beschrieben. Heute wird sie jedoch als eigenständige Art angesehen. Sie wird innerhalb der Unterfamilie Mantinae zur Tribus Polyspilotini gezählt. Die heute fehlerhafte Bezeichnung Tenodera aridifolia sinensis wird immer noch häufig verwendet und es besteht ein Überprüfungsbedarf bei den Überlappungszonen mit der Schwesterart.

## Terraristik
Bedingt durch ihre Anpassungsfähigkeit ist die Große Chinesen-Mantis wenig anspruchsvoll, womit sie zu den leichter zu haltenden Fangschrecken zählt. In der deutschen Terraristik ist die Große Chinesen-Mantis dennoch vergleichsweise wenig vertreten.

## Galerie

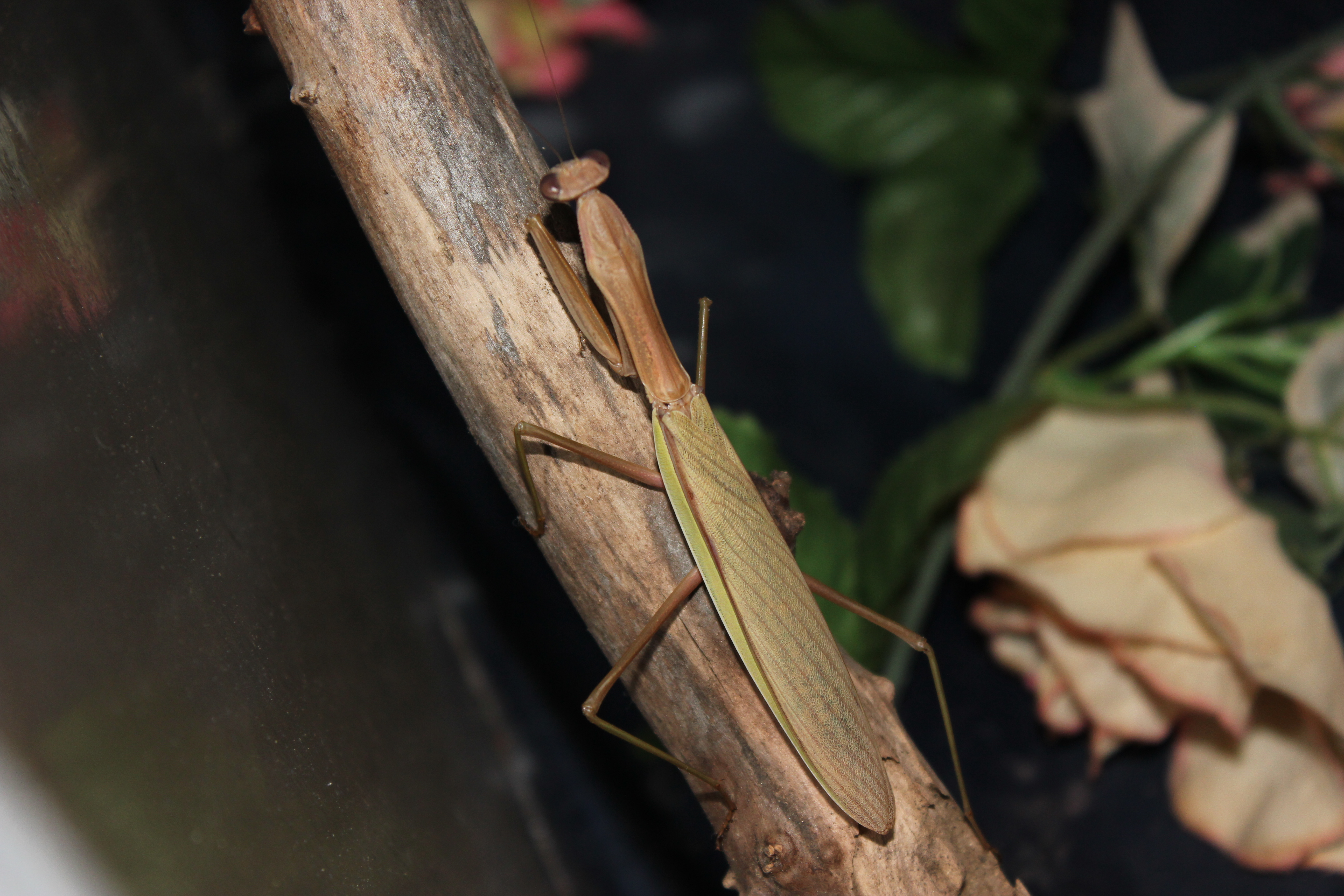
Draufsicht eines Weibchens
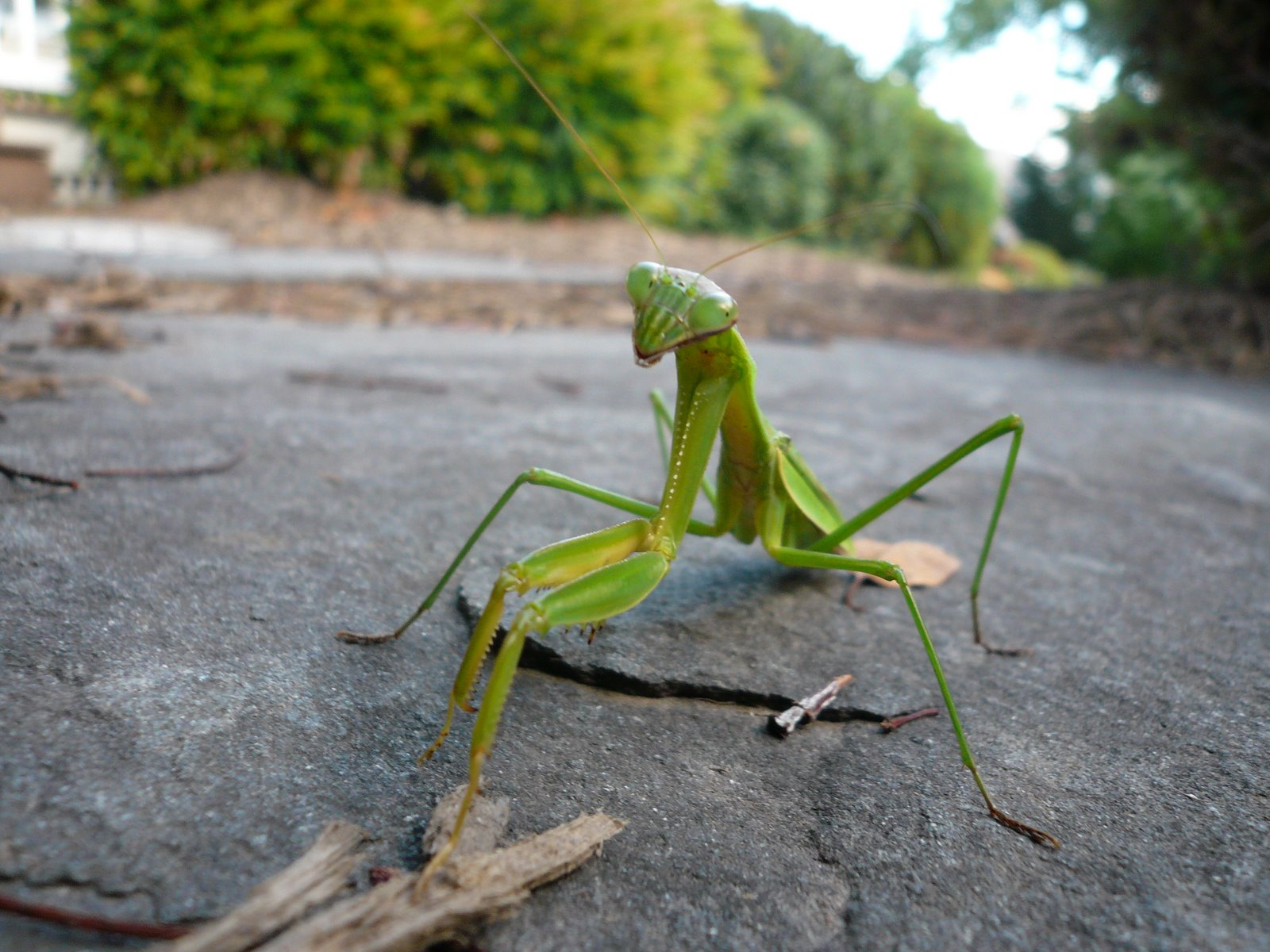
Frontalansicht eines Weibchens
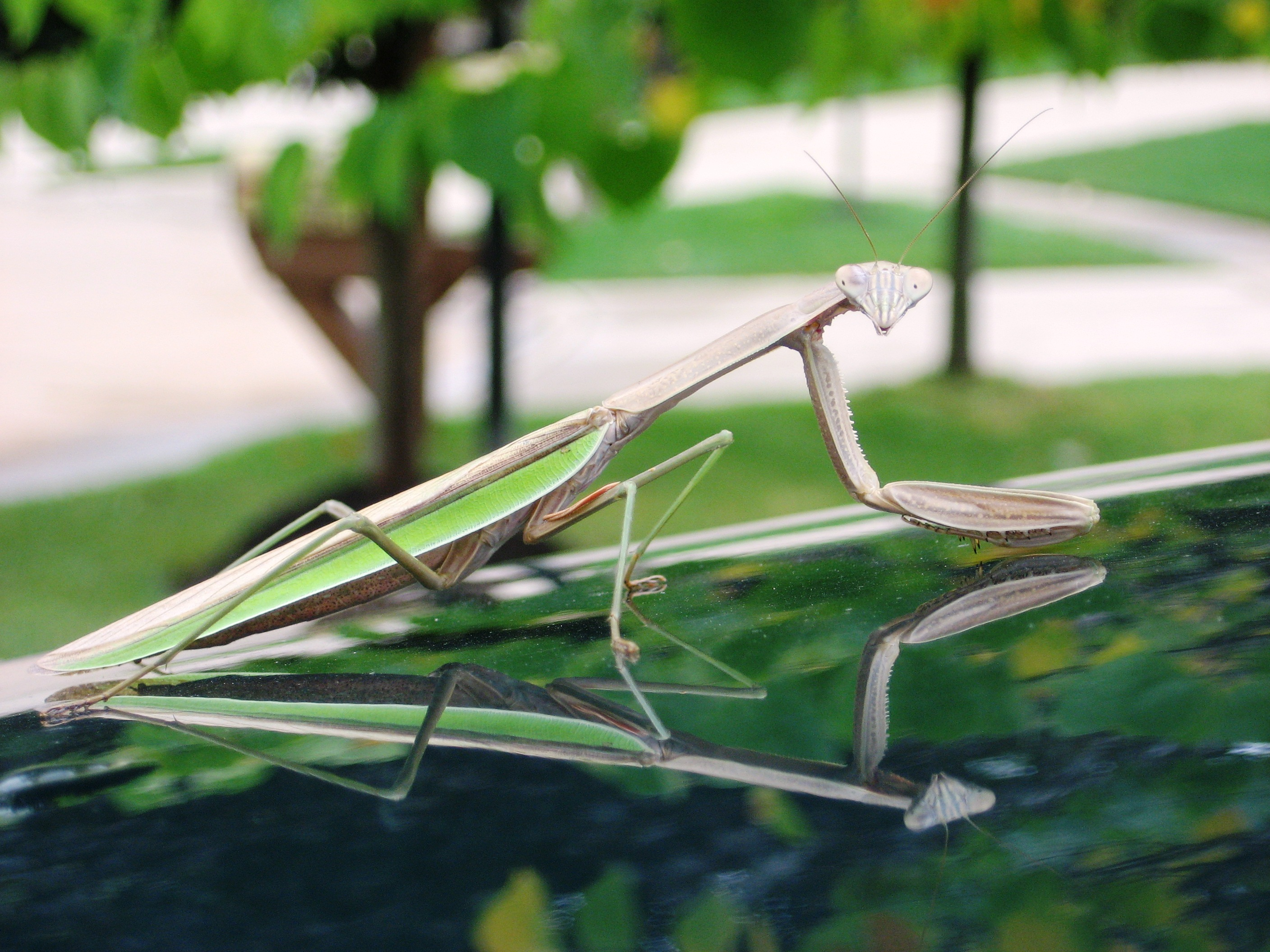
Lateralsicht eines Weibchens
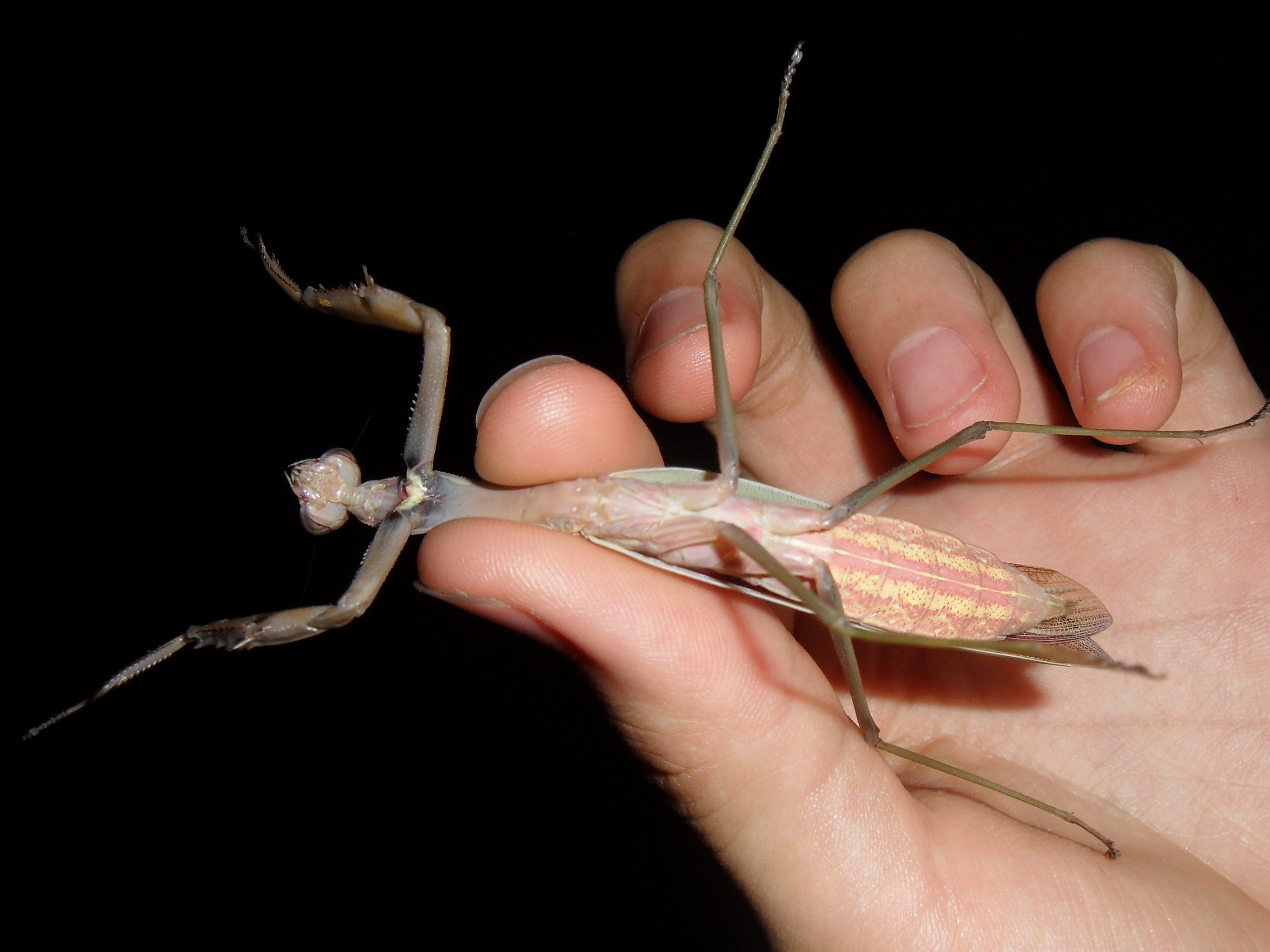
Unterseite eines Weibchens
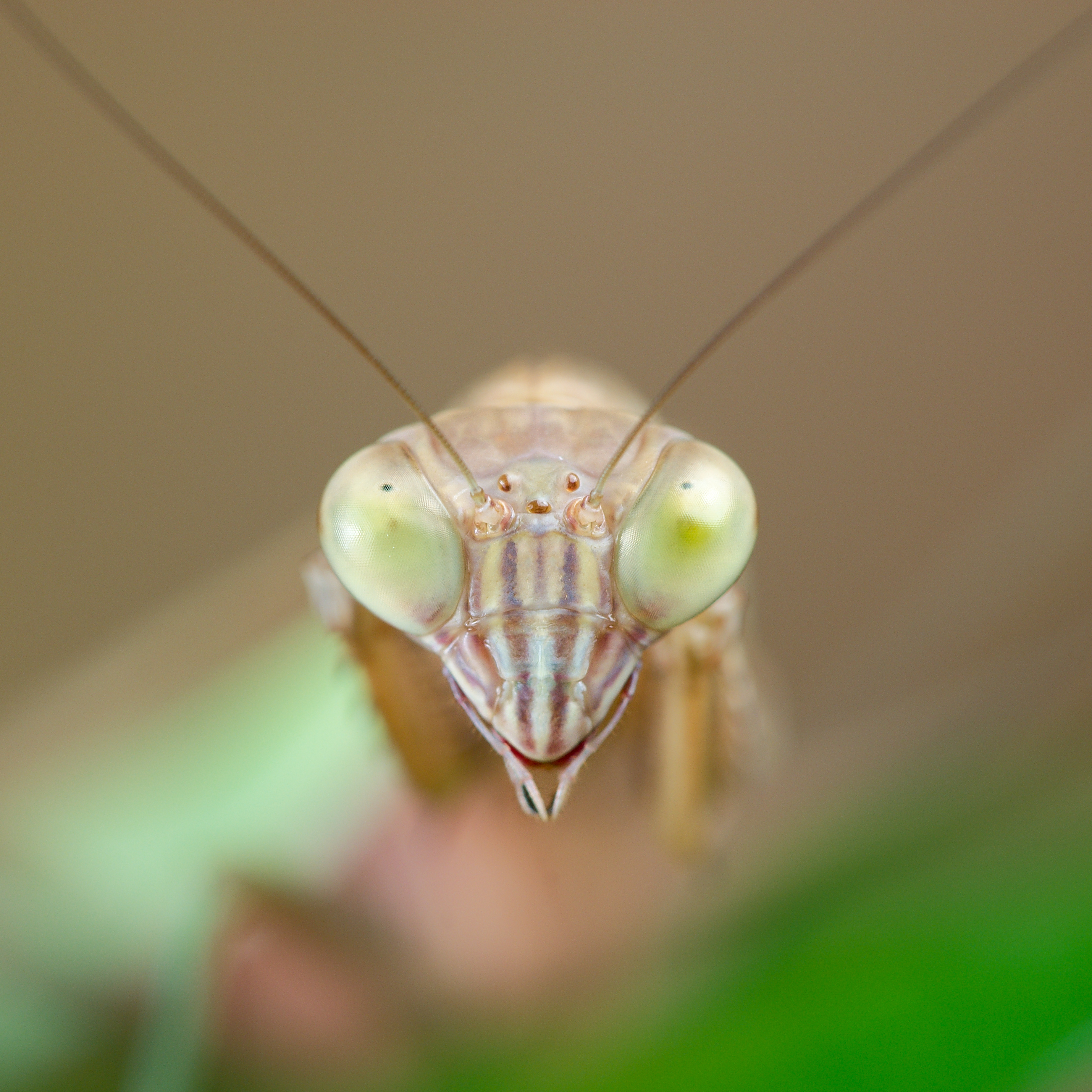
Detailaufnahme des Kopfes eines Weibchens mit gut sichtbaren Ocellen
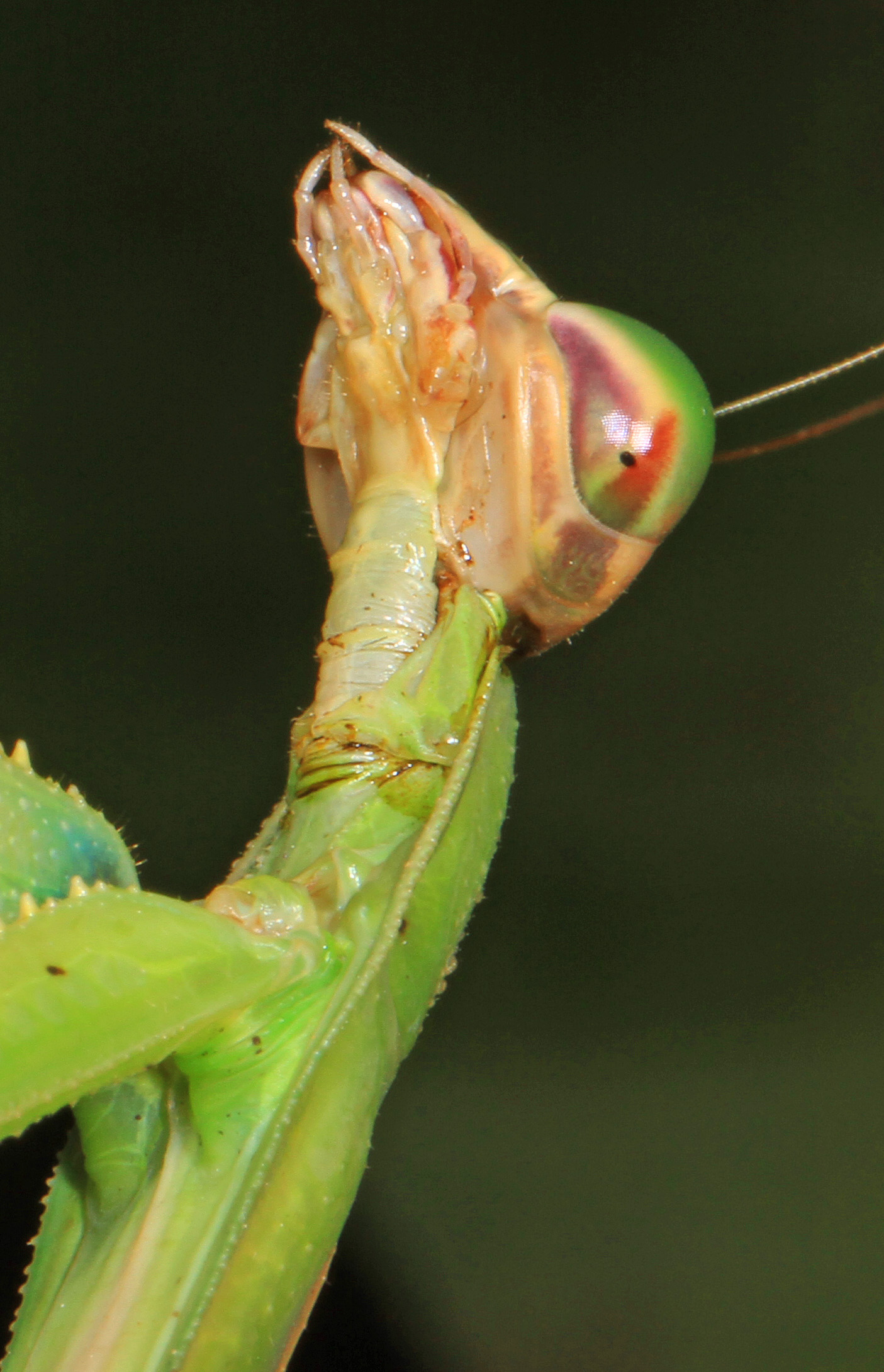
Unterseite des Kopfes eines Weibchens
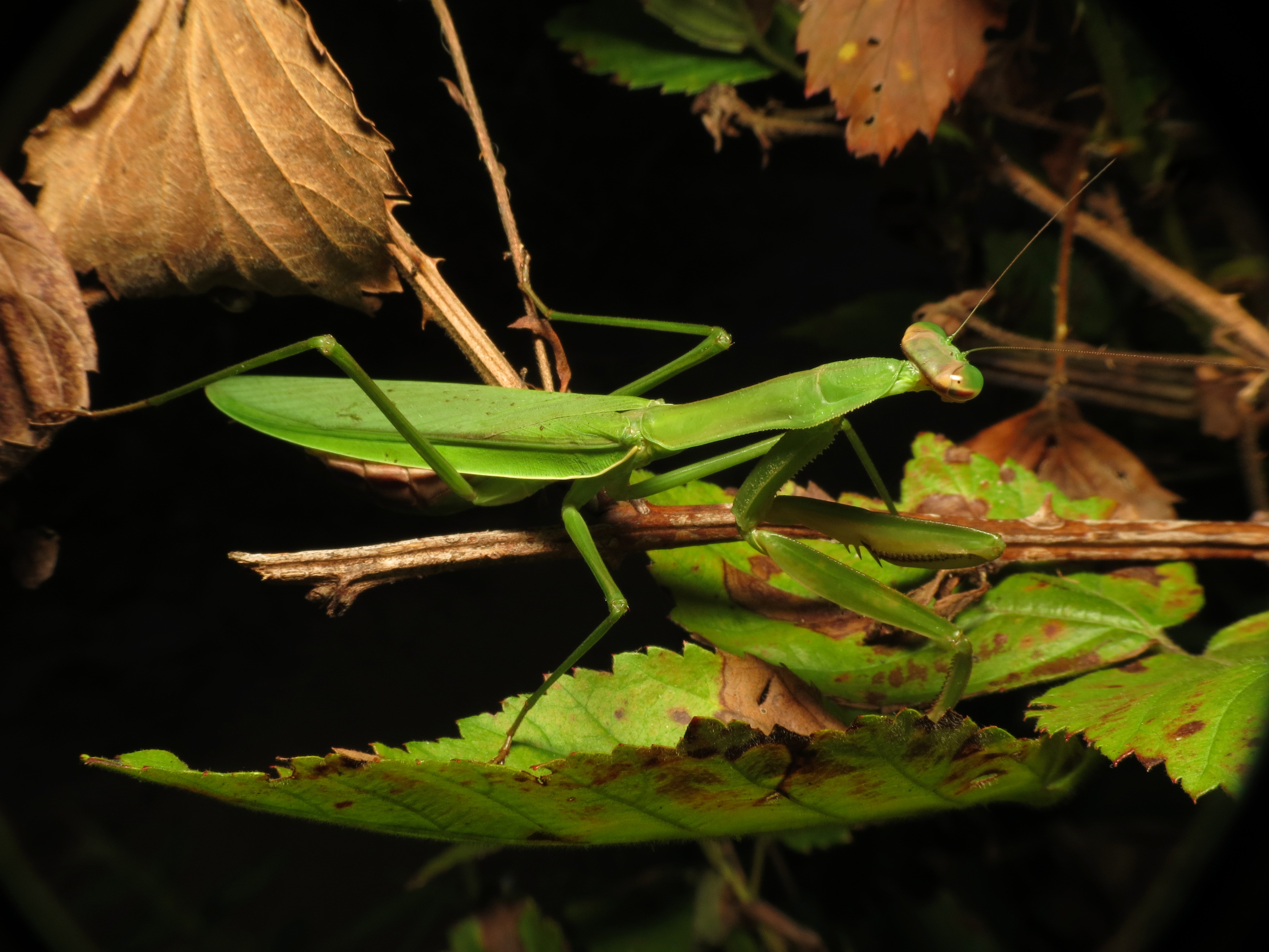
Grünes, gut getarntes Weibchen
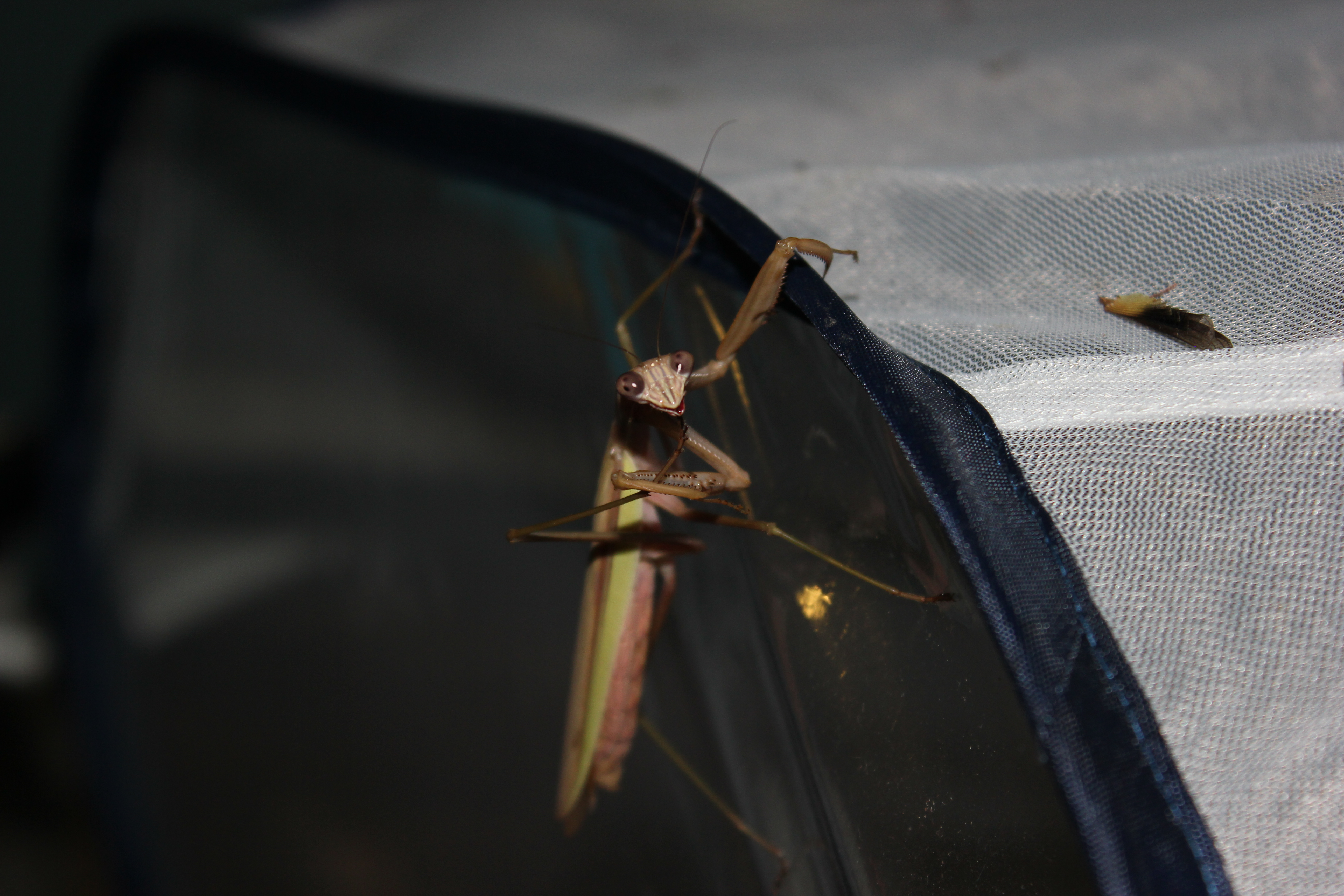
Sich putzendes Weibchen
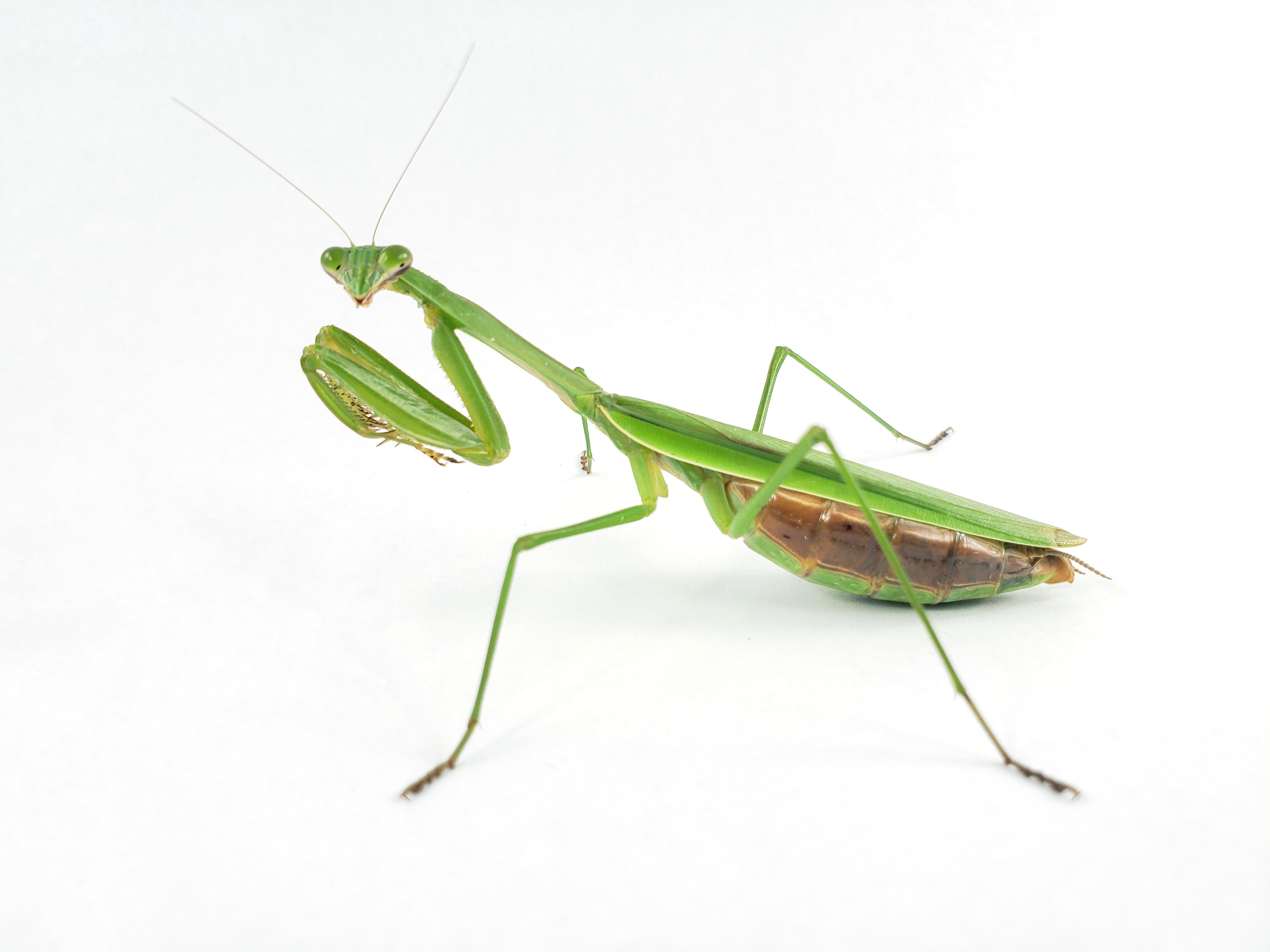
Trächtiges Weibchen
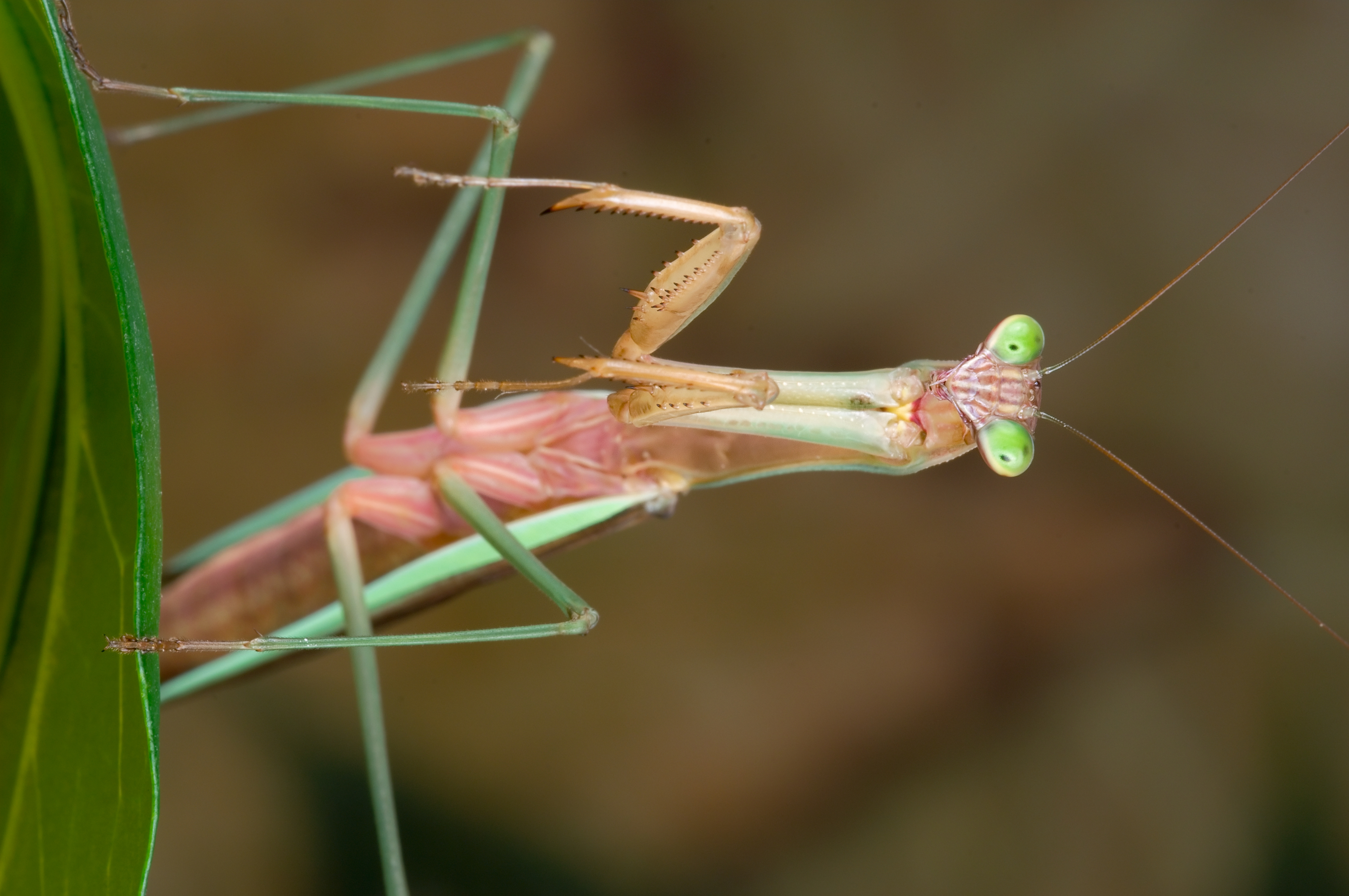
Frontalansicht eines Männchens
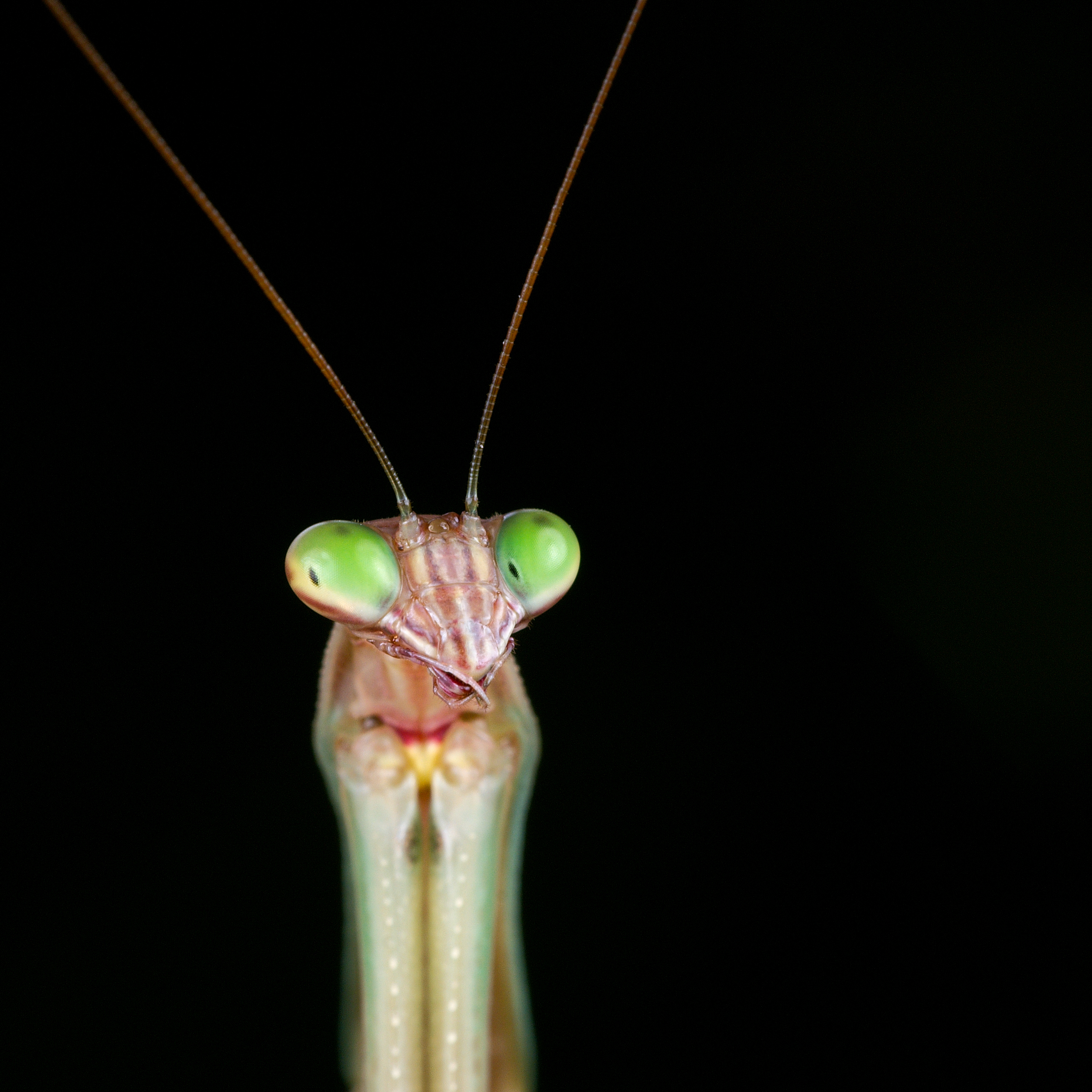
Detailaufnahme eines Männchens mit Pseudopupillen
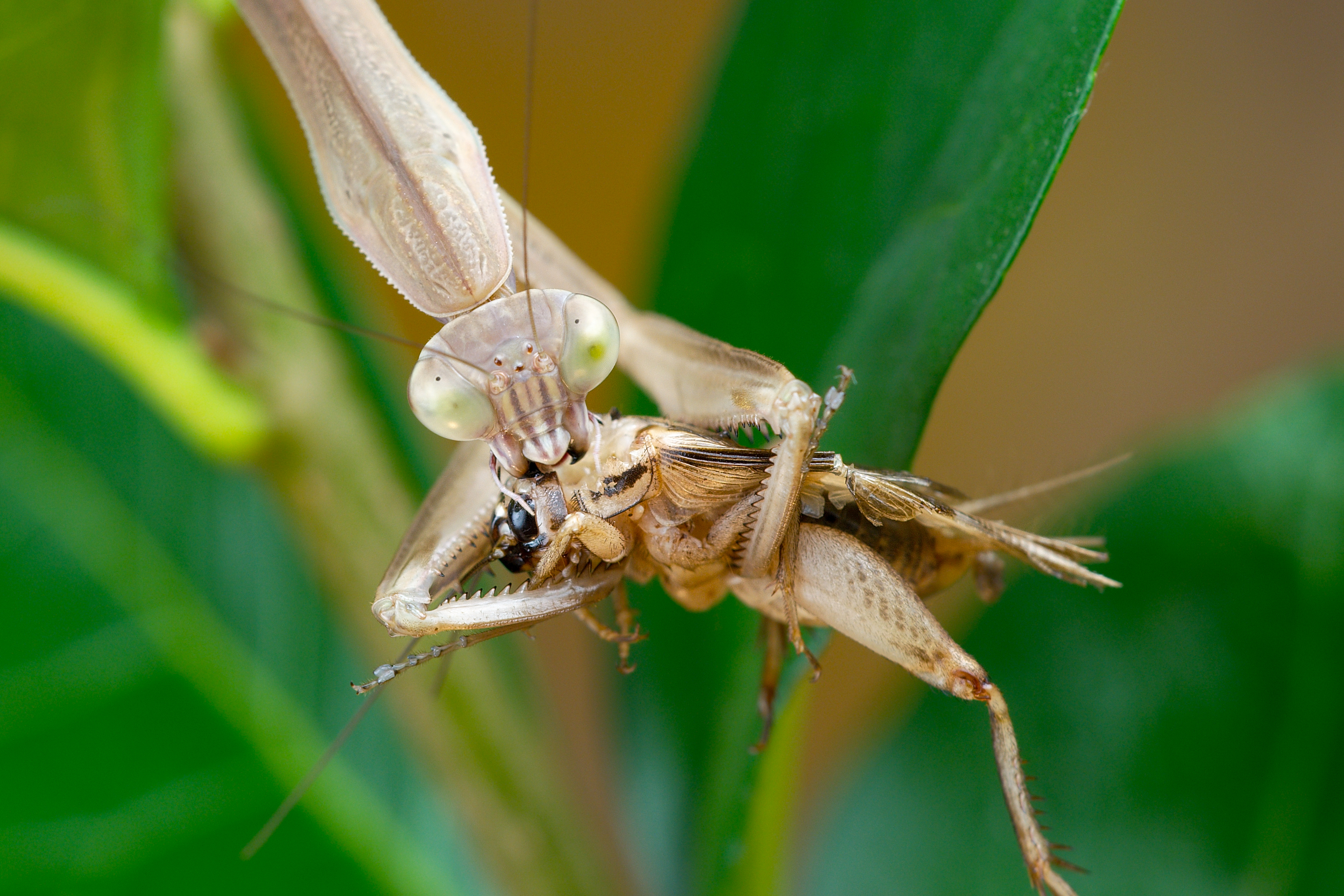
Männchen mit erbeuteter Grille
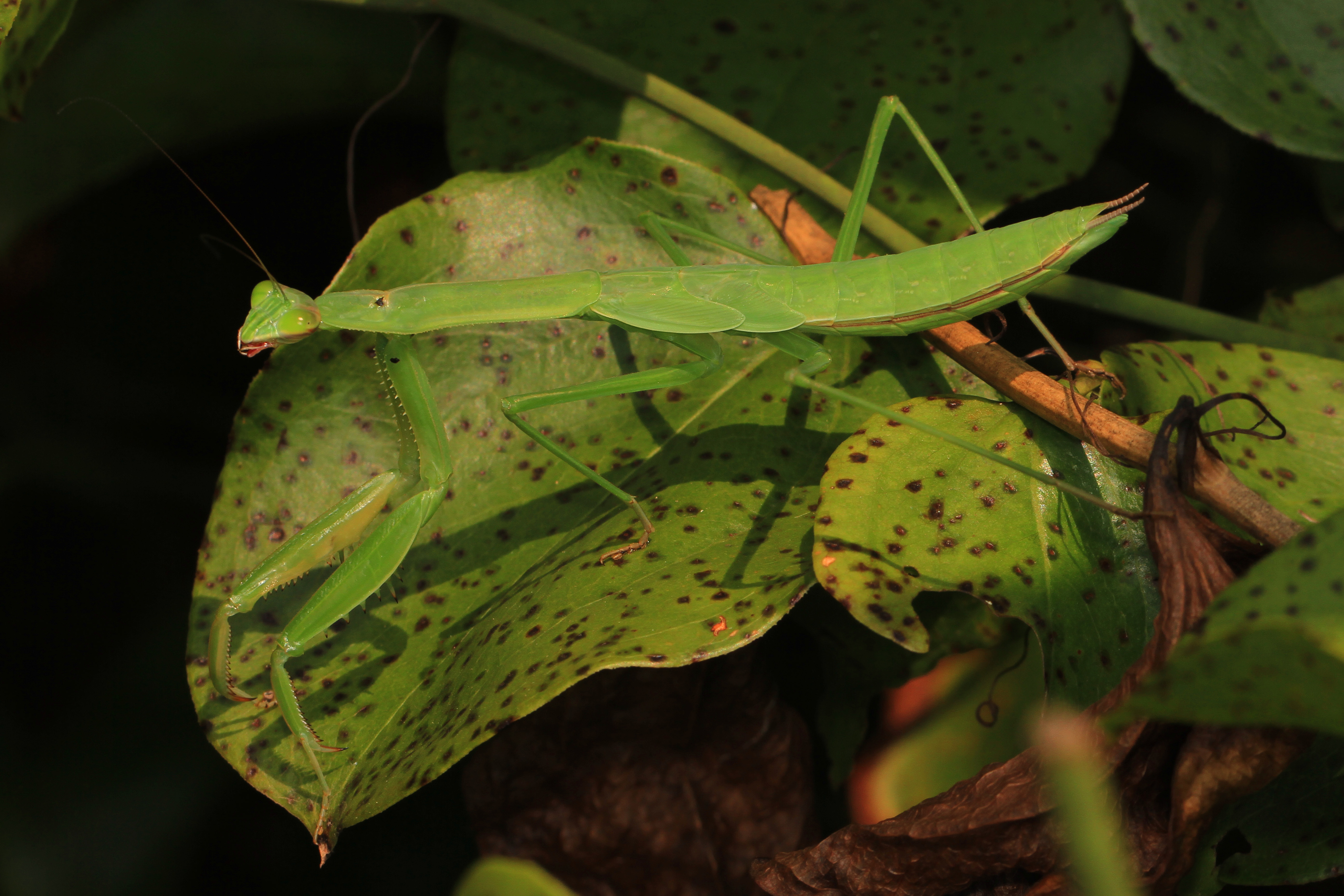
Jungtier
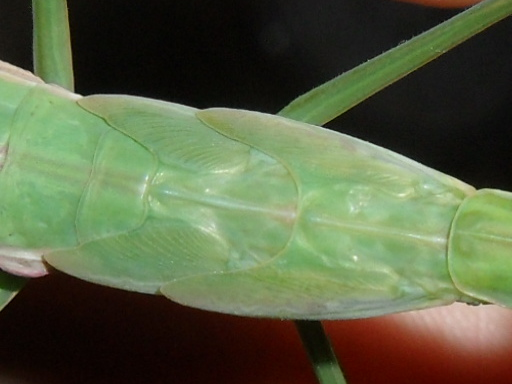
Flügelansätze eines Jungtiers
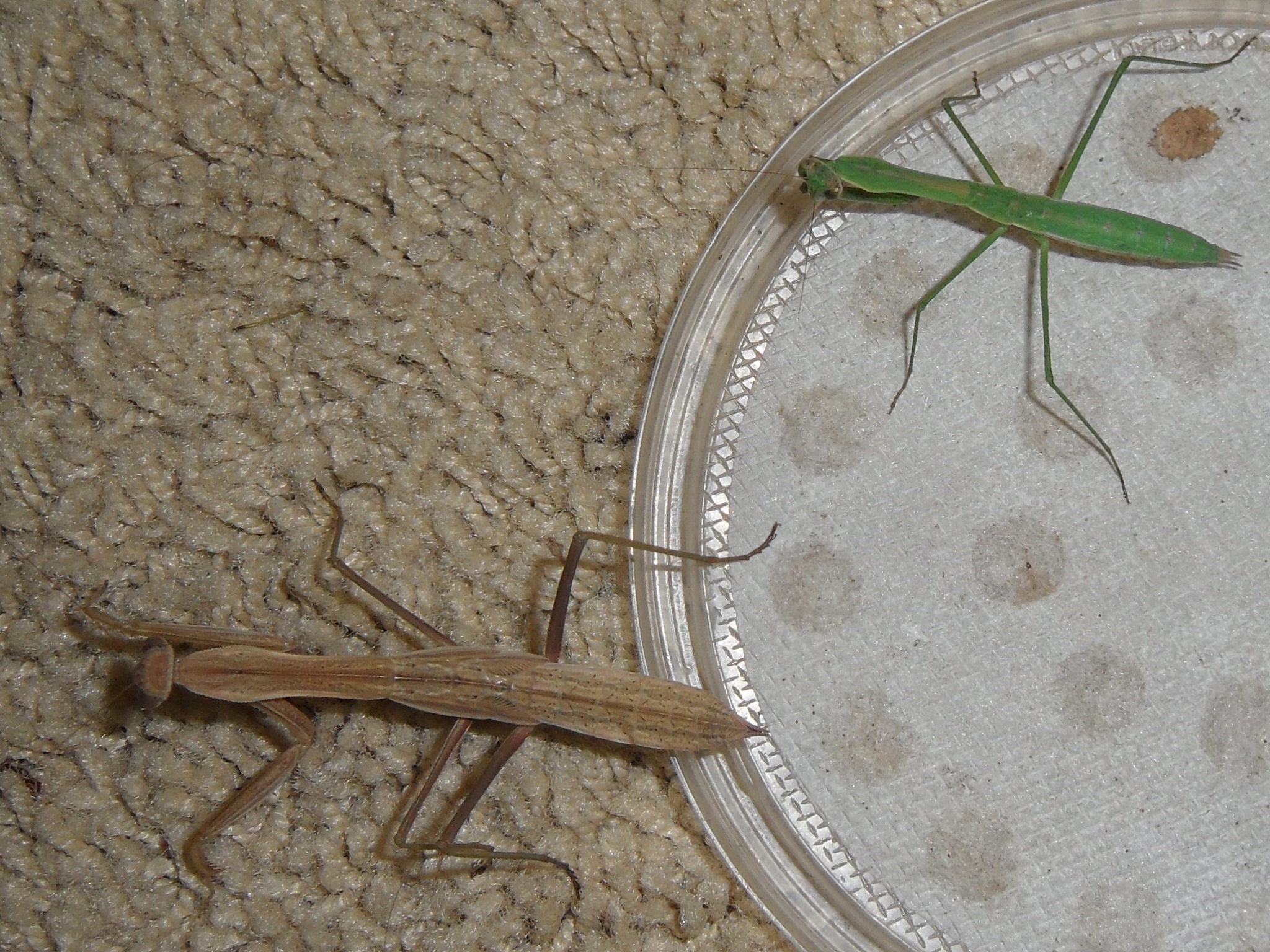
Jüngere, verschieden gefärbte Weibchen in unterschiedlichen Stadien
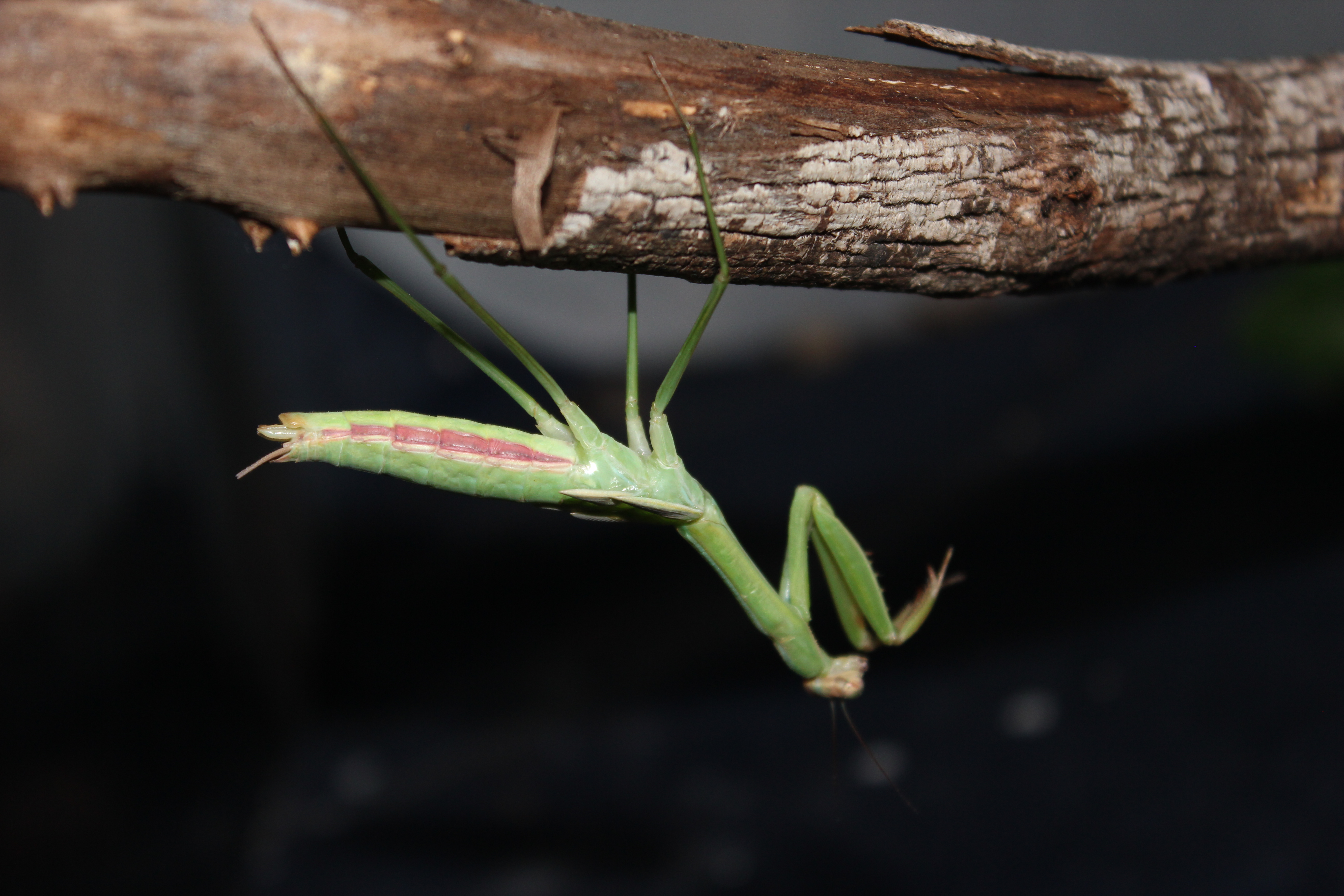
Subadultes Weibchen kurz vor der Adulthäutung